# Équipe d'Italie féminine de cyclisme sur route

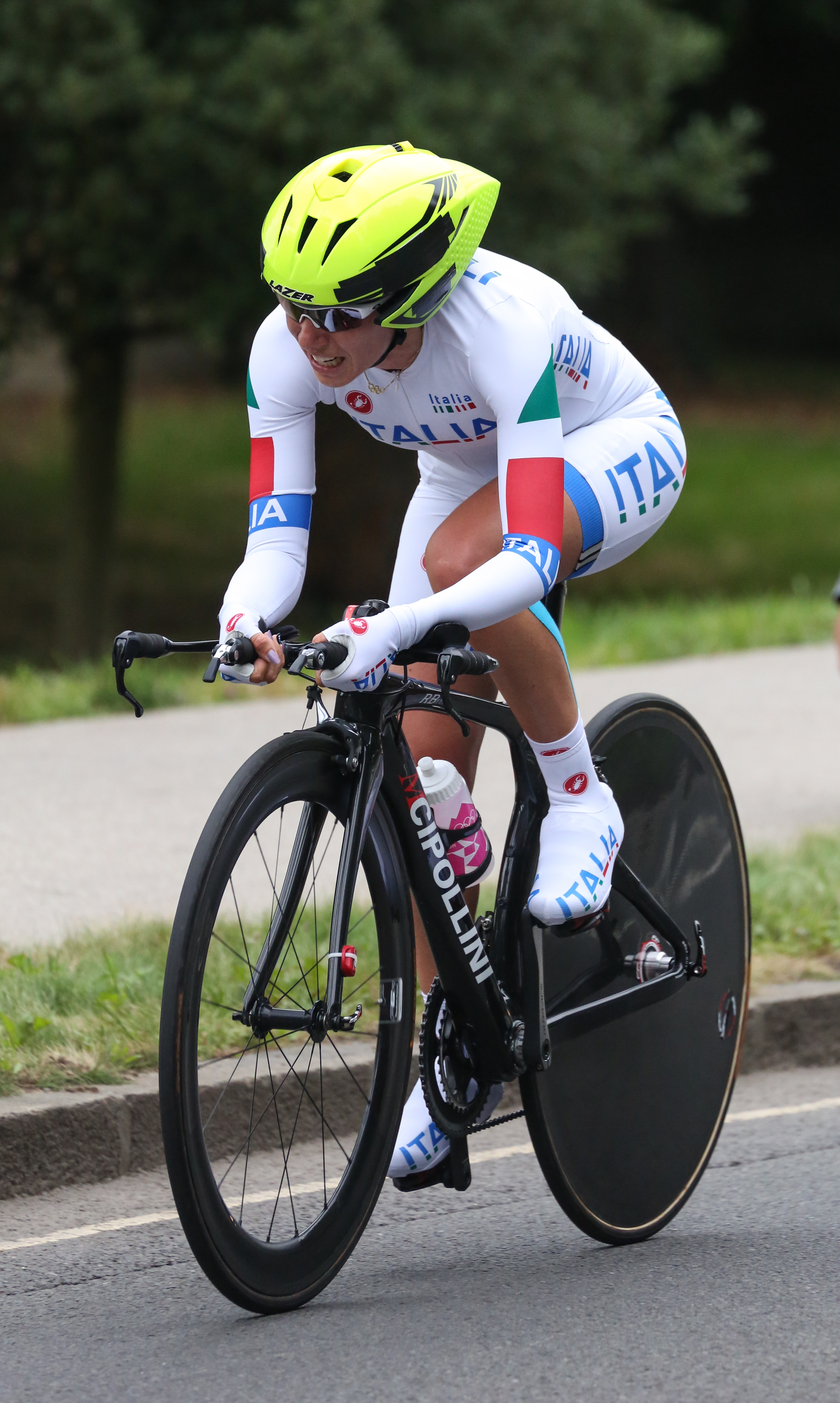
Tatiana Guderzo, avec le maillot de l'équipe d'Italie, lors du contre-la-montre en ligne des Jeux olympiques de Londres.

L'équipe d'Italie féminine de cyclisme sur route est la sélection de cyclistes italiennes réunie lors de compétitions internationales (les championnats d'Europe, du monde et les Jeux olympiques notamment) sous l'égide de la Fédération cycliste italienne.

## Palmarès

### Jeux olympiques

#### Course en ligne
L'épreuve de course en ligne féminine est introduite aux Jeux olympiques en depuis 1984.
| Médaille d'or | Médaille d'argent       | Médaille de bronze                                                                   |
| ------------- | ----------------------- | ------------------------------------------------------------------------------------ |
|               | - 1996 : Imelda Chiappa | - 2008 : Tatiana Guderzo - 2016 : Elisa Longo Borghini - 2020 : Elisa Longo Borghini |

#### Contre-la-montre individuel
L'épreuve de contre-la-montre individuel féminin est organisée aux Jeux olympiques depuis 1996. L'Italie n'a jamais remporté de médaille en contre-la-montre individuel.

### Championnats du monde de cyclisme sur route

#### Course en ligne

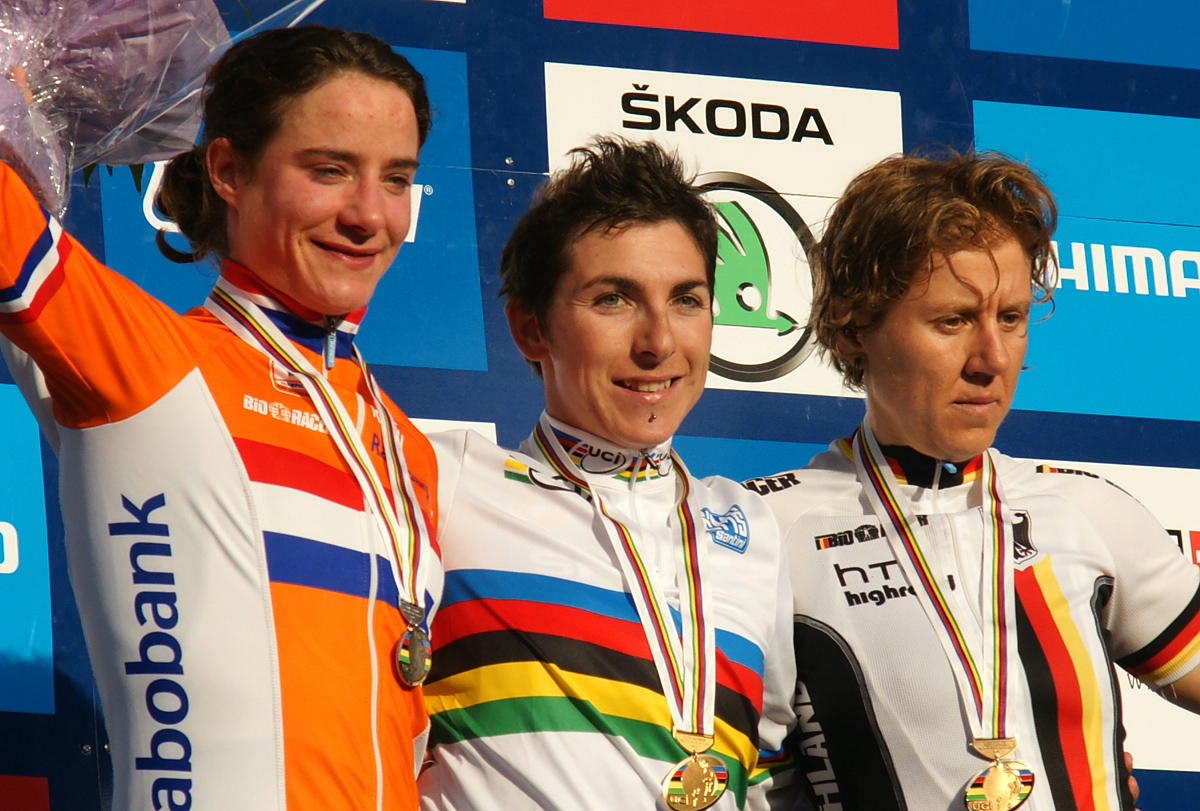
Giorgia Bronzini (au centre) après sa victoire lors de la course en ligne des championnats du monde 2011.

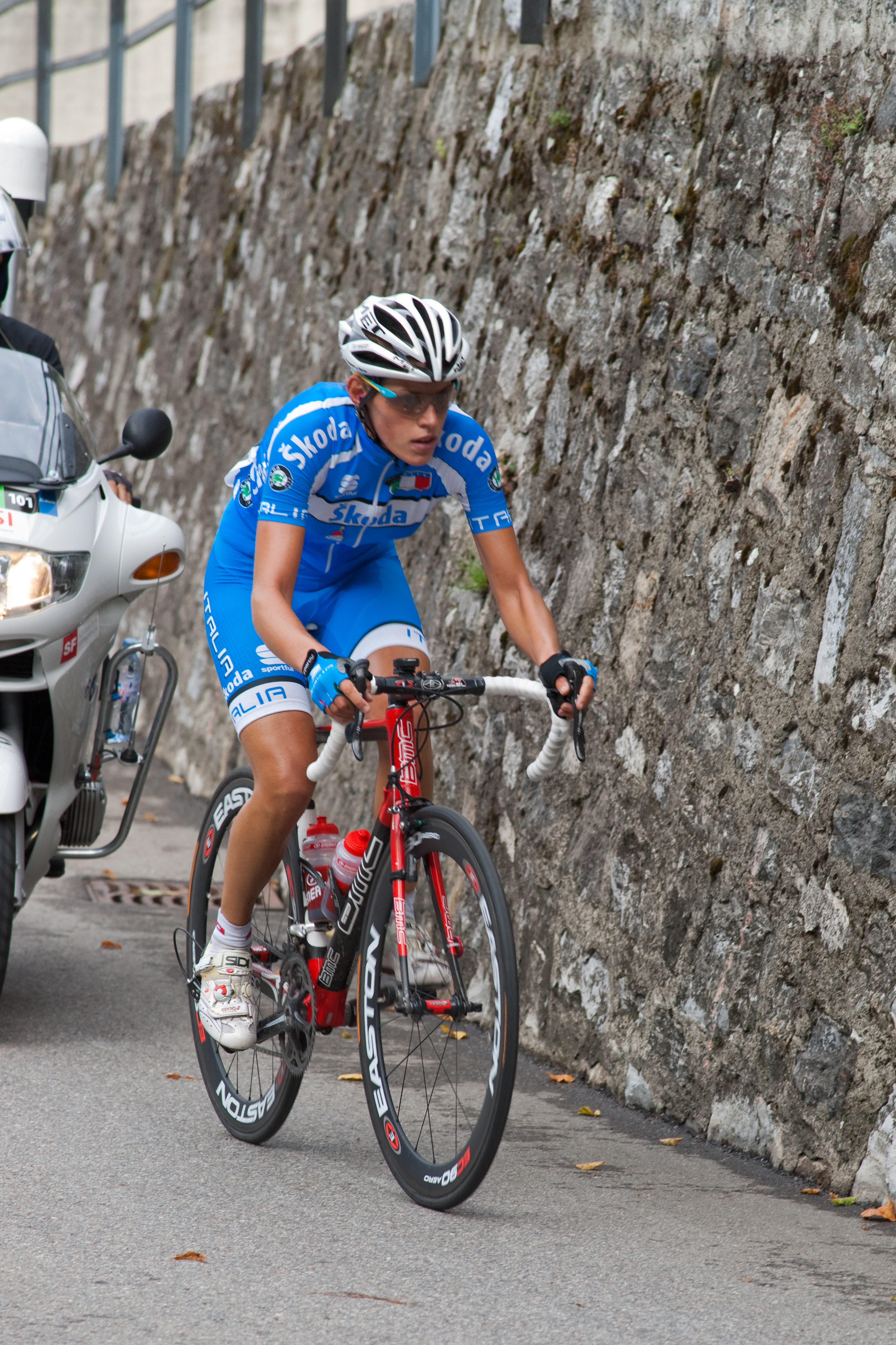
Noemi Cantele, avec le maillot de l'équipe d'Italie, pendant les Championnats du monde de cyclisme sur route 2009.

Le championnat du monde de course en ligne féminin est organisé depuis 1958.
| Médaille d'or | Médaille d'argent | Médaille de bronze |
| --- | --- | --- |
| - 1997 : Alessandra Cappellotto - 2007 : Marta Bastianelli - 2009 : Tatiana Guderzo - 2010 : Giorgia Bronzini - 2011 : Giorgia Bronzini (2) - 2021 : Elisa Balsamo | - 1970 : Morena Tartagni - 1971 : Morena Tartagni - 1976 : Luigina Bissoli - 1982 : Maria Canins - 1985 : Maria Canins - 2004 : Tatiana Guderzo | - 1968 : Morena Tartagni - 1978 : Emanuella Lorenzon - 1983 : Maria Canins - 1989 : Maria Canins - 1990 : Luisa Seghezzi - 2007 : Giorgia Bronzini - 2009 : Noemi Cantele - 2012 : Elisa Longo Borghini - 2013 : Rossella Ratto - 2018 : Tatiana Guderzo - 2020 : Elisa Longo Borghini - 2022 : Silvia Persico |

#### Contre-la-montre individuel
Le championnat du monde de contre-la-montre féminin est organisé depuis 1994.
| Médaille d'or | Médaille d'argent      | Médaille de bronze              |
| ------------- | ---------------------- | ------------------------------- |
|               | - 2009 : Noemi Cantele | - 1996 : Alessandra Cappellotto |

#### Contre-la-montre par équipes nationales
Le championnat du monde de contre-la-montre par équipes nationales est organisé à partir de 1987 à 1994.
| Médaille d'or                                                         | Médaille d'argent                                                     | Médaille de bronze |
| --------------------------------------------------------------------- | --------------------------------------------------------------------- | --- |
| - 1988 : Monica Bandini Roberta Bonanomi Maria Canins Francesca Galli | - 1989 : Monica Bandini Roberta Bonanomi Maria Canins Francesca Galli | - 1987 : Francesca Galli Roberta Bonanomi Imelda Chiappa Monica Bandini - 1993 : Roberta Bonanomi Alessandra Cappellotto Michela Fanini Fabiana Luperini |

#### Contre-la-montre par équipes de relais mixte
Le championnat du monde de contre-la-montre par équipes de relais mixte est organisé à partir de 2019. Le temps des trois coureuses est additionné au temps des trois coureurs de l'équipe masculine.
| Médaille d'or | Médaille d'argent | Médaille de bronze |
| ------------- | --- | ------------------ |
|               | - 2022 : ♀ Elena Cecchini ♀ Vittoria Guazzini ♀ Elisa Longo Borghini ♂ Edoardo Affini ♂ Filippo Ganna ♂ Matteo Sobrero |                    |

### Championnats d'Europe de cyclisme sur route

#### Course en ligne

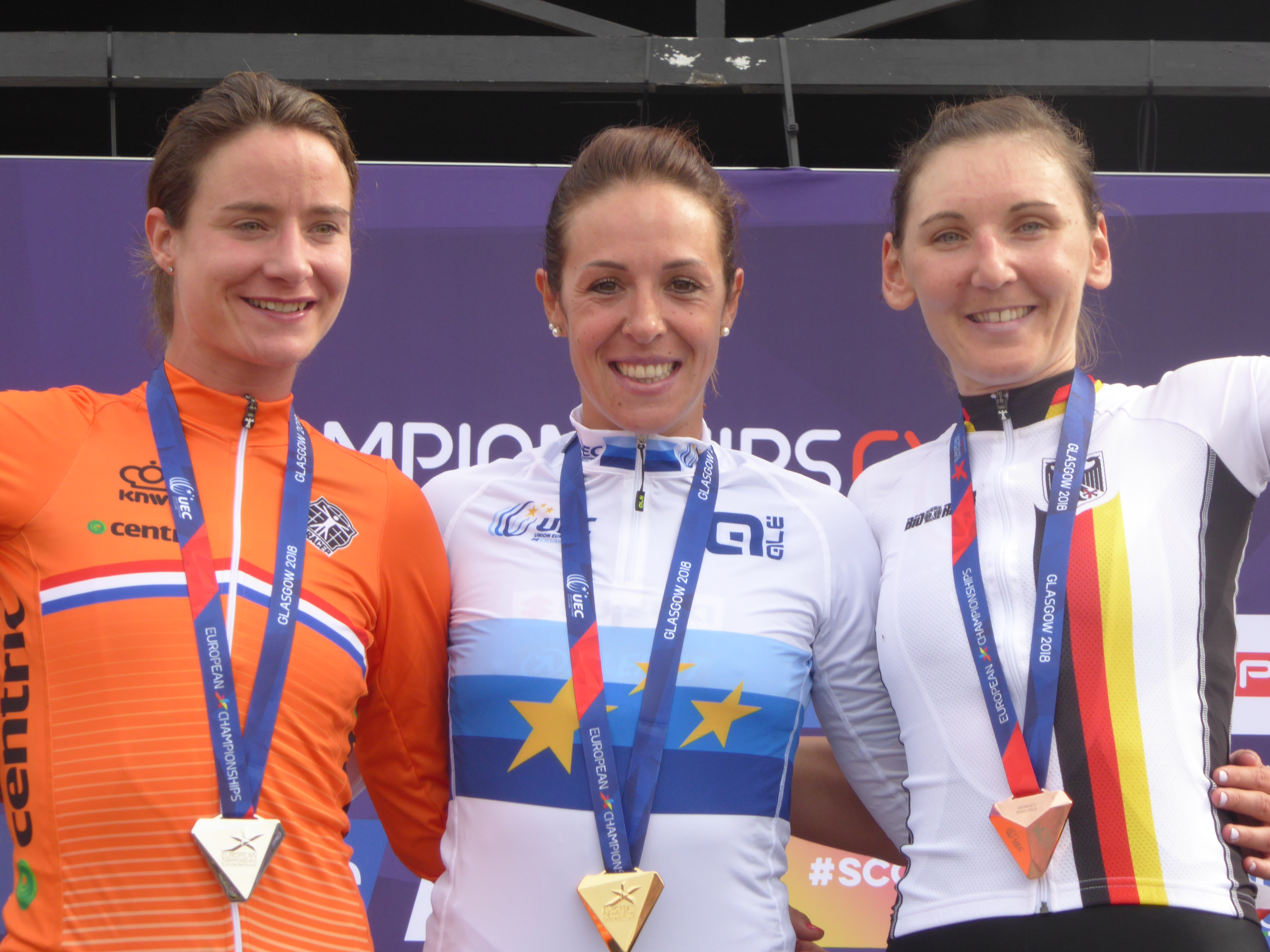
Marta Bastianelli, lors de sa victoire au championnat d'Europe en 2018.

Le championnat d'Europe de course en ligne féminin est organisé depuis 2016.
| Médaille d'or              | Médaille d'argent                                                                                      | Médaille de bronze                                      |
| -------------------------- | --- | ------------------------------------------------------- |
| - 2018 : Marta Bastianelli | - 2017 : Giorgia Bronzini - 2019 : Elena Cecchini - 2020 : Elisa Longo Borghini - 2022 : Elisa Balsamo | - 2016 : Elisa Longo Borghini - 2022 : Rachele Barbieri |

#### Contre-la-montre individuel
Le championnat d'Europe de contre-la-montre féminin est organisé depuis 2016. L'Italie n'a jamais remporté de médaille en contre-la-montre individuel.

#### Contre-la-montre par équipes de relais mixte
Le championnat d'Europe de contre-la-montre par équipes de relais mixte est organisé à partir de 2019. Le temps des trois coureuses est additionné au temps des trois coureurs de l'équipe masculine.
| Médaille d'or | Médaille d'argent                                                                                                  | Médaille de bronze |
| --- | --- | --- |
| - 2021 : ♂ Alessandro De Marchi ♂ Filippo Ganna ♂ Matteo Sobrero ♀ Marta Cavalli ♀ Elena Cecchini ♀ Elisa Longo Borghini | - 2023 : ♂ Edoardo Affini ♂ Mattia Cattaneo ♂ Matteo Sobrero ♀ Elena Cecchini ♀ Vittoria Guazzini ♀ Soraya Paladin | - 2019 : ♂ Edoardo Affini ♂ Manuele Boaro ♂ Davide Martinelli ♀ Vittoria Guazzini ♀ Elisa Longo Borghini ♀ Silvia Valsecchi |